# Гай Аніцій Церіал
Гай Аніцій Церіал (лат. Gaius Anicius Cerialis; ? — 66) — державний діяч Римської імперії, консул-суффект 65 року.

## Життєпис
Про родину та батьків немає відомостей. У 40 році був звинувачений у змові проти Калігули. Щоб врятувати життя дав свідчення проти інших змовників — Секста Папінія та Батілієна Басса. За правління імператора Клавдія залишався у сенаті.
У 65 році імператор Нерон призначив Церіала консулом-суффектом разом з Гаєм Помпонієм Пієм. Того ж року після викриття змови Пізона запропонував звести храм Божественного Нерона за суспільні кошти. У 66 році звинувачений братом Сенеки Аннеєм Мелою у змові, не чекаючи вироку наклав на себе руки.